# IC 1518
IC 1518 — галактика типу E-S0 (еліптична спіральна галактика) у сузір'ї Пегас.
Цей об'єкт міститься в оригінальній редакції індексного каталогу.